# Plumbopalladinit
Plumbopalladinit ist ein sehr seltenes Mineral aus der Mineralklasse der Elemente, genauer der Metalle und intermetallischen Verbindungen. Es kristallisiert im hexagonalen Kristallsystem mit der chemischen Zusammensetzung Pd3Pb2 und bildet bis zu 0,7 mm große Körner, die sich zu kleinen Aggregaten zusammenlagern.

## Etymologie und Geschichte
Plumbopalladinit wurde erstmals 1970 von A. D. Genkin, T. L. Ewstigneewa, L. N. Wjalsow, I. P. Laputina und N. W. Tronewa in der Typlokalität, der Majak-Mine in der Nähe von Norilsk in Sibirien (Russland) gefunden. Es ist nach seiner Zusammensetzung, den Elementen Palladium und Blei benannt.

## Klassifikation
In der Systematik nach Strunz wird Plumbopalladinit zu den Metallen und intermetallischen Verbindungen, einer Untergruppe der Elemente gezählt. Nach der 8. Auflage bildet dabei zusammen mit Atokit, Niggliit, Palarstanid, Rustenburgit, Stannopalladinit und Zvyagintsevit eine Gruppe. In der 9. Auflage bildet es mit Stannopalladinit eine Untergruppe der PGE(Platin-Gruppen-Elemente)-Metall-Legierungen.
In der Systematik nach Dana bildet es eine eigene Untergruppe der metallischen Elemente und Legierungen mit Platinmetallen.

## Bildung und Fundorte
Plumbopalladinit bildet sich in sulfidischen Kupfer-Nickel-Erzen. Es ist vergesellschaftet mit Cubanit, Talnakhit, Polarit, Stannopalladinit, Silber, Sphalerit und Galenit.
Neben der Typlokalität ist nur noch ein weiterer Fund aus dem Stillwater County im US-Bundesstaat Montana bekannt.

## Kristallstruktur
Plumbopalladinit kristallisiert im hexagonalen Kristallsystem in der Raumgruppe P63mc mit den Gitterparametern a = 4,47 Å und c = 5,72 Å sowie einer Formeleinheit pro Elementarzelle.